# Kajak-kenu az 1964. évi nyári olimpiai játékokon
Az 1964. évi nyári olimpiai játékokon kajak-kenuban hét versenyszámban osztottak érmeket. Az előző olimpiához képest egy változás történt a programban. Kikerült a férfi kajak egyesek 4×500 méteres váltószáma, helyére pedig bekerült a férfi kajak négyesek ezer méteres versenye.

## Éremtáblázat
(Magyarország eltérő háttérszínnel, az egyes számoszlopok legmagasabb értéke, vagy értékei vastagítással kiemelve.)
| Az 1964. évi nyári olimpiai játékok éremtáblázata kajak-kenuban | Az 1964. évi nyári olimpiai játékok éremtáblázata kajak-kenuban | Az 1964. évi nyári olimpiai játékok éremtáblázata kajak-kenuban | Az 1964. évi nyári olimpiai játékok éremtáblázata kajak-kenuban | Az 1964. évi nyári olimpiai játékok éremtáblázata kajak-kenuban | Olimpia  |
| --------------------------------------------------------------- | --------------------------------------------------------------- | --------------------------------------------------------------- | --------------------------------------------------------------- | --------------------------------------------------------------- | -------- |
|                                                                 | Ország                                                          | Arany                                                           | Ezüst                                                           | Bronz                                                           | Összesen |
| 1.                                                              | Szovjetunió (URS)                                               | 3                                                               | 0                                                               | 1                                                               | 4        |
| 2.                                                              | Egyesült Német Csapat (EUA)                                     | 2                                                               | 1                                                               | 1                                                               | 4        |
| 3.                                                              | Svédország (SWE)                                                | 2                                                               | 0                                                               | 0                                                               | 2        |
| 4.                                                              | Románia (ROU)                                                   | 0                                                               | 2                                                               | 3                                                               | 5        |
| 5.                                                              | Egyesült Államok (USA)                                          | 0                                                               | 1                                                               | 1                                                               | 2        |
| 6.                                                              | Franciaország (FRA)                                             | 0                                                               | 1                                                               | 0                                                               | 1        |
| 6.                                                              | Hollandia (NED)                                                 | 0                                                               | 1                                                               | 0                                                               | 1        |
| 6.                                                              | Magyarország (HUN)                                              | 0                                                               | 1                                                               | 0                                                               | 1        |
| 9.                                                              | Dánia (DEN)                                                     | 0                                                               | 0                                                               | 1                                                               | 1        |
|                                                                 |                                                                 |                                                                 |                                                                 |                                                                 |          |
| Összesen                                                        | Összesen                                                        | 7                                                               | 7                                                               | 7                                                               | 21       |

## Érmesek

### Nők
| Az 1964. évi nyári olimpiai játékok érmesei női kajak-kenuban |                                                                     |                                                           |                                               |
| Versenyszám                                                   | Arany                                                               | Ezüst                                                     | Bronz                                         |
| K-1 500 m részletek                                           | Ljudmila Hvedoszjuk-Pinajeva · Szovjetunió (URS)                    | Hilde Lauer · Románia (ROU)                               | Marcia Jones Smoke · Egyesült Államok (USA)   |
| K-2 500 m részletek                                           | Egyesült Német Csapat (EUA) · Roswitha Esser · Annemarie Zimmermann | Egyesült Államok (USA) · Francine Fox · Glorianne Perrier | Románia (ROU) · Hilde Lauer · Cornelia Sideri |

## Részt vevő nemzetek
22 nemzet, összesen 147 versenyzője vett részt az olimpia kajak-kenu versenyein:
- Ausztrália (AUS) (11)
- Ausztria (AUT) (5)
- Belgium (BEL) (2)
- Bolívia (BOL) (1)
- Bulgária (BUL) (3)
- Csehszlovákia (TCH) (4)
- Dánia (DEN) (7)
- Egyesült Államok (USA) (10)
- Egyesült Német Csapat (EUA) (12)
- Finnország (FIN) (3)
- Franciaország (FRA) (2)
- Hollandia (NED) (5)
- Japán (JPN) (12)
- Jugoszlávia (YUG) (4)
- Kanada (CAN) (6)
- Lengyelország (POL) (10)
- Magyarország (HUN) (10)
- Nagy-Britannia (GBR) (5)
- Olaszország (ITA) (4)
- Románia (ROU) (11)
- Svédország (SWE) (7)
- Szovjetunió (URS) (13)

## Magyar részvétel
Magyarországot hét versenyszámban nyolc férfi és két női, összesen tíz versenyző képviselte. A magyar sportolók egy ezüstérmet, valamint három negyedik- és egy ötödik helyet szereztek, ami huszonhat olimpiai pontot jelent.
Férfi
| Név                                                       | Versenyszám | Előfutam | Előfutam | Vigaszági futam | Vigaszági futam | Elődöntő | Elődöntő | Döntő    | Döntő     |
| Név                                                       | Versenyszám | Eredmény | Helyezés | Eredmény        | Helyezés        | Eredmény | Helyezés | Eredmény | Helyezés  |
| --------------------------------------------------------- | ----------- | -------- | -------- | --------------- | --------------- | -------- | -------- | -------- | --------- |
| Törő András                                               | C-1 1000 m  | 4:42,31  | 2.       |                 |                 |          |          | 4:39,95  | 4.        |
| Hajba Antal Soltész Árpád                                 | C-2 1000 m  | 4:12,54  | 4.       |                 |                 | 4:35,30  | 1.       | 4:08,97  | 4.        |
| Hesz Mihály                                               | K-1 1000 m  | 4:02,90  | 2.       |                 |                 | 4:04,57  | 2.       | 3:57,28  | Ezüstérem |
| Mészáros György Szöllősi Imre                             | K-2 1000 m  | 3:46,14  | 2.       |                 |                 | 3:52,15  | 3.       | 3:41,39  | 5.        |
| Kemecsey Imre Mészáros György Szente András Szöllősi Imre | K-4 1000 m  | 3:18,60  | 3.       |                 |                 | 3:24,05  | 2.       | 3:16,24  | 4.        |

Női
| Név                      | Versenyszám | Előfutam | Előfutam | Elődöntő | Elődöntő | Döntő    | Döntő    |
| Név                      | Versenyszám | Eredmény | Helyezés | Eredmény | Helyezés | Eredmény | Helyezés |
| ------------------------ | ----------- | -------- | -------- | -------- | -------- | -------- | -------- |
| Róka Mária               | K-1 500 m   | 2:13,74  | 5.       | 2:14,63  | 1.       | 2:17,85  | 8.       |
| Benkő Katalin Róka Mária | K-2 500 m   | 2:02,19  | 4.       | 2:06,90  | 1.       | 2:03,67  | 7.       |